# Wolfgang Heinz (Politiker)
Wolfgang Heinz (* 31. Juli 1938 in Grünstadt) ist ein deutscher Politiker (FDP). Er war von 1970 bis 1980 Landtagsabgeordneter in Nordrhein-Westfalen und 1980 Fraktionsvorsitzender.

## Leben
Nach dem Abitur im Jahr 1958 absolvierte Heinz bis 1964 ein Studium der Germanistik, Geschichte, Pädagogik und Politischen Wissenschaft. Anschließend war er bis 1966 als Abteilungsleiter Innenpolitik beim Verband Deutscher Studentenschaften in Bonn tätig. Danach war er bis 1967 Leiter der Bildungspolitischen Referate beim Bundesvorstand der FDP in Bonn und von 1968 bis 1973 wissenschaftlicher Referent im Institut für politische Planung und Kybernetik ebenfalls in Bonn. Von 1981 bis 1985 war er Leiter der Theodor-Heuss-Akademie der Friedrich-Naumann-Stiftung in Gummersbach. Von 1973 bis 1981 war er Mitglied des Kuratoriums der Friedrich-Naumann-Stiftung.

## Politik
Heinz ist seit 1964 Mitglied der FDP. Von 1974 bis 1978 war er stellvertretender Vorsitzender des FDP-Bezirksverbandes Köln. Später war er auch Mitglied des FDP-Landesvorstandes Nordrhein-Westfalen. Seit 1972 ist er Mitglied der Gewerkschaft Erziehung und Wissenschaft. Von 1969 bis 1973 war er zudem Mitglied des Kreistages und Kreisausschusses des Rhein-Sieg-Kreises, wo er Vorsitzender der FDP-Fraktion war. Vom 26. Juli 1970 bis zum 28. Mai 1980 war er in der siebten und achten Wahlperiode Mitglied des Landtags von Nordrhein-Westfalen, wobei er in beiden Wahlen über die Landesliste seiner Partei in den Landtag einzog. Am 1. Januar 1980 übernahm er bis zum Ende der Legislaturperiode die Nachfolge von Hans Koch als Fraktionsvorsitzender der FDP.

## Schriften
- Wolfgang Heinz; Heinz Theodor Jüchter: Studienreform 1965 : Die aktuelle Diskussion. Perspektiven. Bonn: Verband Dt. Studentenschaften, 1965

## Weblink
- Wolfgang Heinz (Politiker) beim Landtag Nordrhein-Westfalen

| Personendaten    | Personendaten                  |
| ---------------- | ------------------------------ |
| NAME             | Heinz, Wolfgang                |
| KURZBESCHREIBUNG | deutscher Politiker (FDP), MdL |
| GEBURTSDATUM     | 31. Juli 1938                  |
| GEBURTSORT       | Grünstadt                      |